# Zhao Bing

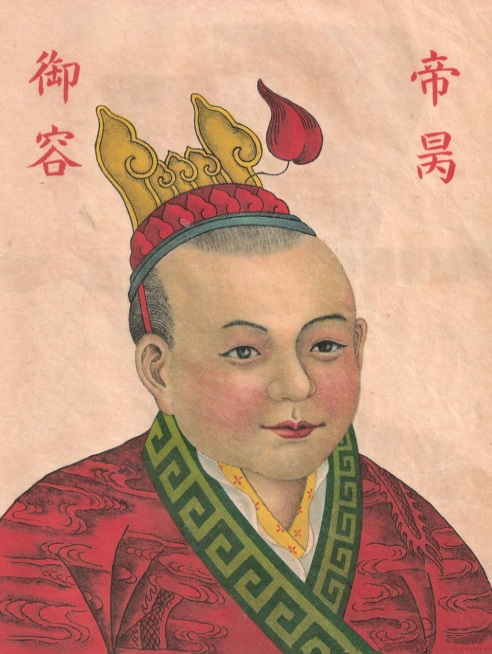
Emperador Zhao Bing, ilustración de una publicación honkonesa de 1937.

Zhao Bing (12 de febrero de 1272 – 19 de marzo de 1279), también conocido como Emperador Bing de Song (宋帝昺), fue el 18.º y último emperador de la Dinastía Song (noveno de la rama sureña) de China. Reinó aproximadamente 313 días de 1278 a 1279 hasta su muerte.

## Vida
Zhao Bing era el séptimo hijo de Zhao Qi (Emperador Duzong). Su madre era la Señora Yu (俞氏), una concubina del emperador que tenía el rango de xiurong (修容). Era un  medio hermano menor de sus predecesores, Zhao Xian (Emperador Gong) (r. 1275–1276) y Zhao Shi (Emperador Duanzong) (r. 1276–1278). Fue nombrado "Príncipe de Xin" (信王) en 1274. Su título más tarde fue cambiado a "Príncipe de Guang" (廣王).
El 4 de febrero de 1276, la capital Song, Lin'un (臨安; en la actualidad, Hangzhou), fue conquistada por las fuerzas mongolas Yuan comandadas por el general Bayan. El emperador Gong se rindió a los mongoles, pero sus dos hermanos, Zhao Shi y Zhao Bing, huyeron con la ayuda de oficiales como Yang Liangjie (楊亮節), Lu Xiufu, Zhang Shijie, Chen Yizhong y Wen Tianxiang. Llegaron a Jinhua, donde Zhao Shi fue nombrado Mariscal Magnífico (天下兵馬都元帥) y Zhao Bing  Vicemariscal Magnífico (副元帥). El título de Zhao Bing también fue cambiado a "Príncipe de Wei" (衛王). El 14 de junio de 1276 Zhao Shi, de siete años, fue entronizado en Fuzhou como nuevo emperador; es históricamente conocido como Emperador Duanzong.
El general mongol Bayan decidido a eliminar esa posible amenaza, dirigió sus tropas en su búsqueda y atacó el sur de China. Después de que el Emperador Duanzong muriera en 1278, al enfermar tras sobrevivir al naufragio del navío que lo transportaba, las fuerzas Song supervivientes se desmoralizaron y los soldados empezaron a desertar del ejército. Lu Xiufu llevó a Zhao Bing sucesivamente a Meiwei (梅蔚), Gangzhou (碙州), la actual Mui Wo, la isla Lantau, Hong Kong... Allí, Zhao Bing fue entronizado como emperador bajo el nombre de era "Xiangxing" (祥興); Gangzhou fue también rebautizada "Condado Xianglong" (祥龍縣). Luego se trasladaron a Yamen (en la actualidad Distrito Xinhui, Jiangmen, Provincia de Cantón) eludiendo constantemente a los mongoles.

## Reinado
Los mongoles enviaron al general Zhang Hongfan para dirigir las tropas y atacar a Zhao Bing y los restos Song, dirigiendo la Batalla de Yamen. Las fuerzas Song, dirigidas por Zhang Shijie, opusieron feroz resistencia en una batalla naval pero finalmente fueron reducidos por el enemigo. El 19 de marzo de 1279, después de darse cuenta de que todo estaba perdido, Lu Xiufu llevó al emperador niño Zhao Bing a un acantilado, donde se suicidó lanzándose al mar con él. La muerte de Zhao Bing marca el fin de la dinastía Song.
La tumba de Zhao Bing se localiza en la actualidad en Chiwan, Distrito de Nanshan, Shenzhen.
El nombre de templo no oficial de Zhao Bing es Huaizong (怀宗).

### Sopa patriótica
Según los lugareños de la provincia de Cantón, antes de la batalla final contra las fuerzas Yuan en Yamen, Zhao Bing y los restos de la corte Song se hospedaron en un monasterio en Chaozhou. Los monjes del monasterio les sirvieron una sopa vegetariana hecha de verduras, hierbas, setas y caldo vegetal. Al emperador le encantó la sopa y la nombró "gastronomía nacional" (護國菜). Con el tiempo, acabó siendo más conocida como "Sopa patriótica". Después de la muerte de Zhao Bing, preparar la sopa era una manera de honrar al último emperador Song.

## Familiares
- Padres:
  - Zhao Qi (度宗 趙禥; 1240 – 1274)
  - Consorte de tercer rango Yu (修容 俞氏)